# Időzített bomba (film, 1994)
Az Időzített bomba (eredeti cím: Blown Away) Stephen Hopkins 1994-ben bemutatott akció-thrillerje. A forgatókönyvet M. Jay Roach története alapján Joe Batteer és John Rice írta, aki maguk is segítettek Roachnak a történet megírásában. 
A filmben Jimmy Dove bombaszakértő egy Bostonban felrobbant bomba után nyomoz. A tettes régi barátja Ryan Gaerity volt. Jimmyt Jeff Bridges alakítja, az ellenségét, Ryan-t pedig Oscar-díjas Tommy Lee Jones, aki az MTV Movie Awardstól a legjobb gonosz jelölést kapta a filmben nyújtott teljesítményéért. A film a MGM megbízásából készült.

## Szereplők
| Szereplő              | Színész               | Magyar hang        |
| --------------------- | --------------------- | ------------------ |
| James "Jimmy" Dove    | Jeff Bridges          | Szakácsi Sándor    |
| Ryan Gaerity          | Tommy Lee Jones       | Dörner György      |
| Kate Dove             | Suzy Amis             | Für Anikó          |
| Max O`Bannon          | Lloyd Bridges         | Velenczey István   |
| Anthony Franklin      | Forest Whitaker       | Kerekes József     |
| Lizzy                 | Stephi Lineburg       | Vadász Bea         |
| Fred Roarke kapitány  | John Finn             | Jakab Csaba        |
| Rita                  | Caitlin Clarke        | Prókai Annamária   |
| Cortez                | Christofer de Oni     | Sörös Sándor       |
| Blanket               | Ruben Santiago-Hudson | Széles László      |
| börtönőr              | Ken Kerman            | Kardos Gábor       |
| Gaerity cellatársa    | David U. Hodges       | Koncz István       |
| anya                  | Dee Nelson            | Menszátor Magdolna |
| Boyle                 | Chris O`Neill         | Halmágyi Sándor    |
| Boston Pops karmester | Craig Richard Nelson  | Várkonyi András    |
| Francis, a csapos     | Mike Starr            | Hankó Attila       |

## Díjak és jelölések
- MTV Movie Awards (1995)
  - jelölés: Legjobb gonosz (Tommy Lee Jones)